# Gemeinde Plužine
Die Gemeinde Plužine (montenegrinisch Општина Плужине Opština Plužine) ist eine Gemeinde in Montenegro. Der Verwaltungssitz ist der Hauptort Plužine. Die Gemeinde leidet unter starkem Bevölkerungsverlust.

## Geografie
Die Gemeinde Plužine ist die siebtgrößte Gemeinde in Montenegro, aber auch die Gemeinde mit der geringsten Bevölkerungsdichte, nach der Gemeinde Šavnik. Die Gemeinde liegt im Nordwesten von Montenegro und ist Teil der Region Piva, benannt nach dem Fluss Piva. Die Region liegt in der Nähe des Grenzübergangs zu Bosnien und Herzegowina (Region Herzegowina).

## Bevölkerung
Die Gemeinde Plužine hat 3246 Einwohner. Die Gemeinde ist ethnisch gemischt. Laut der Volkszählung 2011 bestand die Bevölkerung aus Serben (60,78 %) und
Montenegrinern (31,77 %). Beim Unabhängigkeitsreferendum 2006 entschieden sich knapp drei Viertel der Einwohner gegen die Unabhängigkeit.
| Zensus    | 1948 1 | 1953 1 | 1961 | 1971 | 1981 | 1991 | 2003 | 2011 |
| --------- | ------ | ------ | ---- | ---- | ---- | ---- | ---- | ---- |
| Einwohner | 8030   | 8952   | 9164 | 9078 | 6254 | 5247 | 4272 | 3246 |

## Fotos

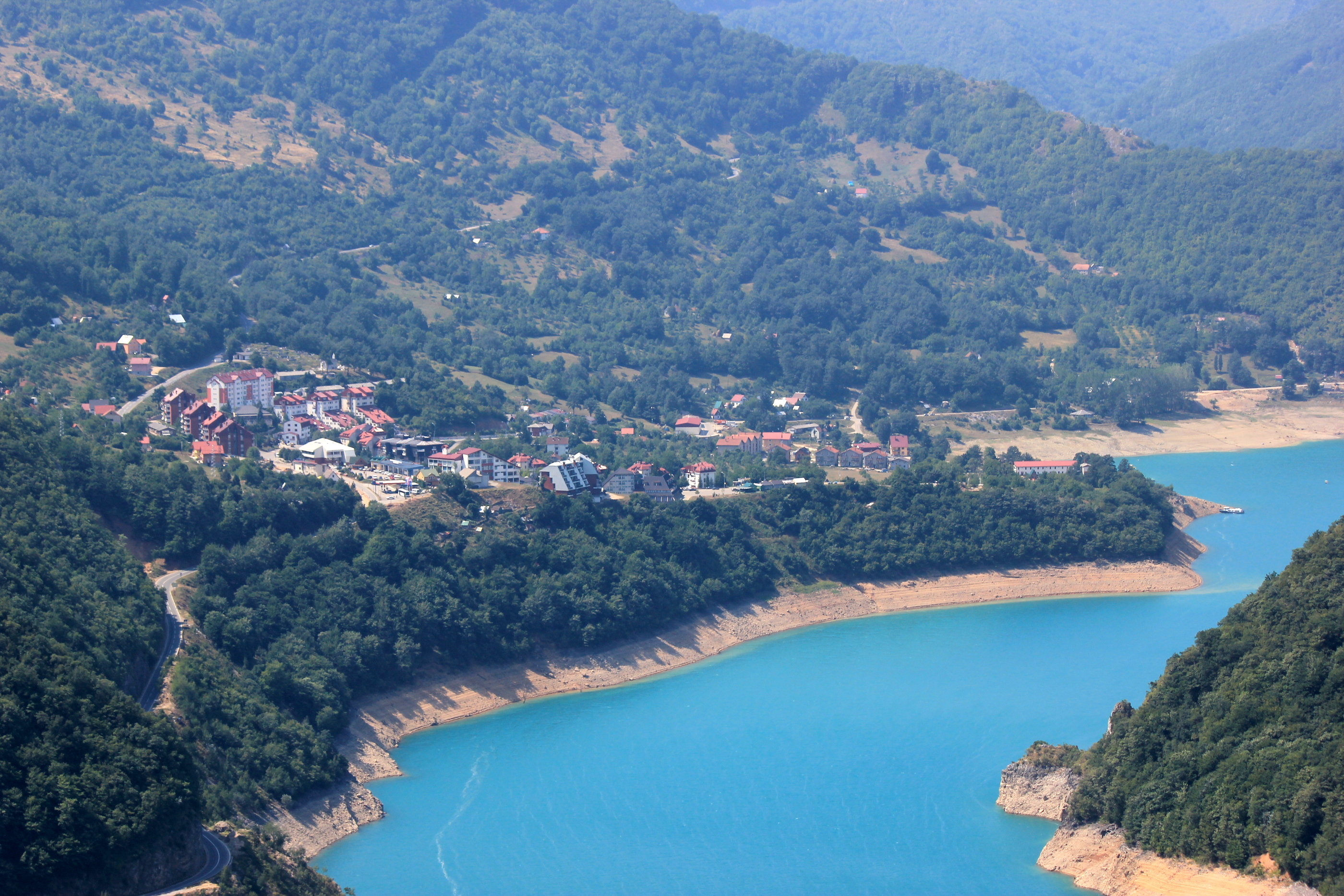
Siedlung Plužine
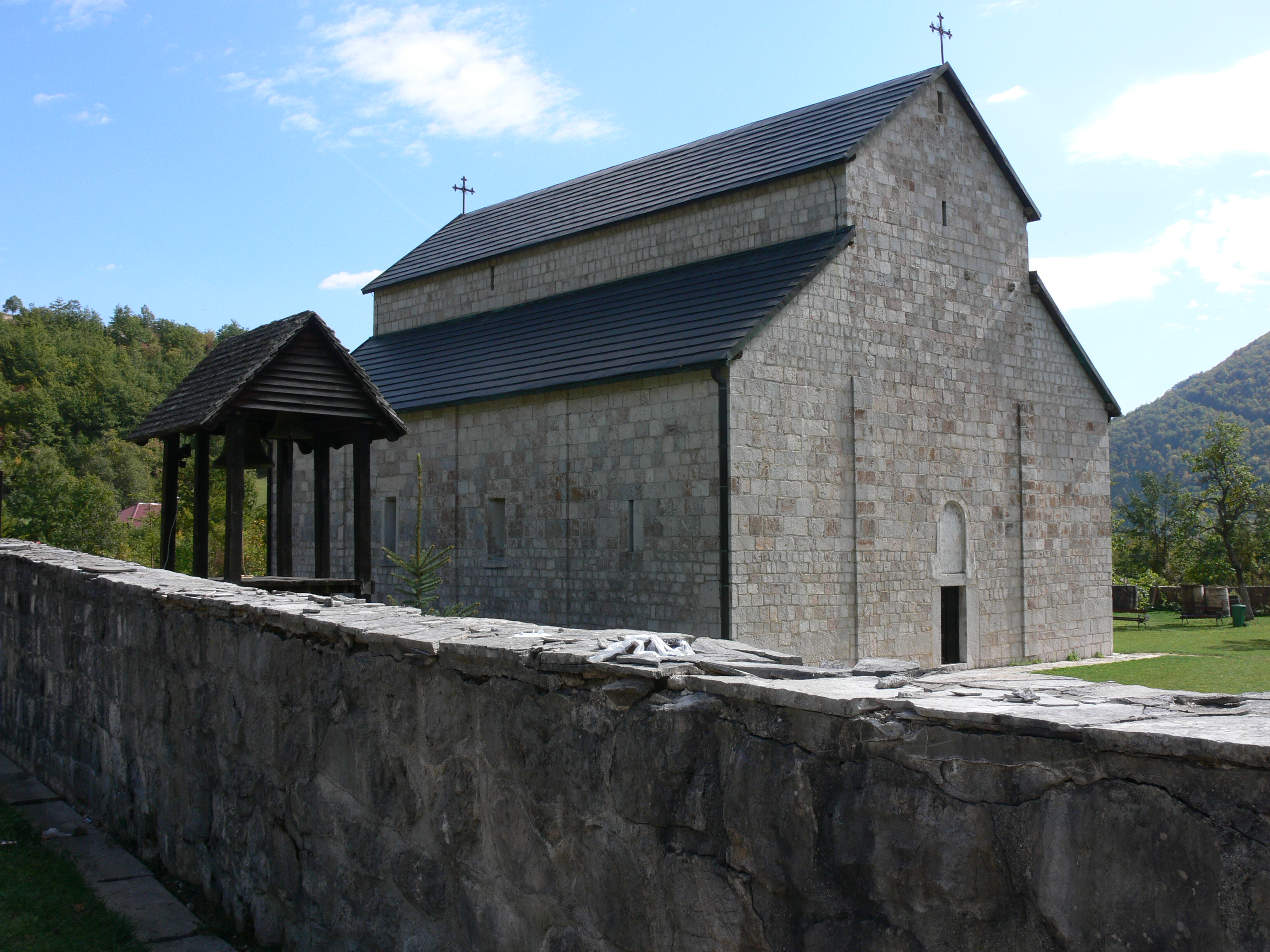
Kloster Piva
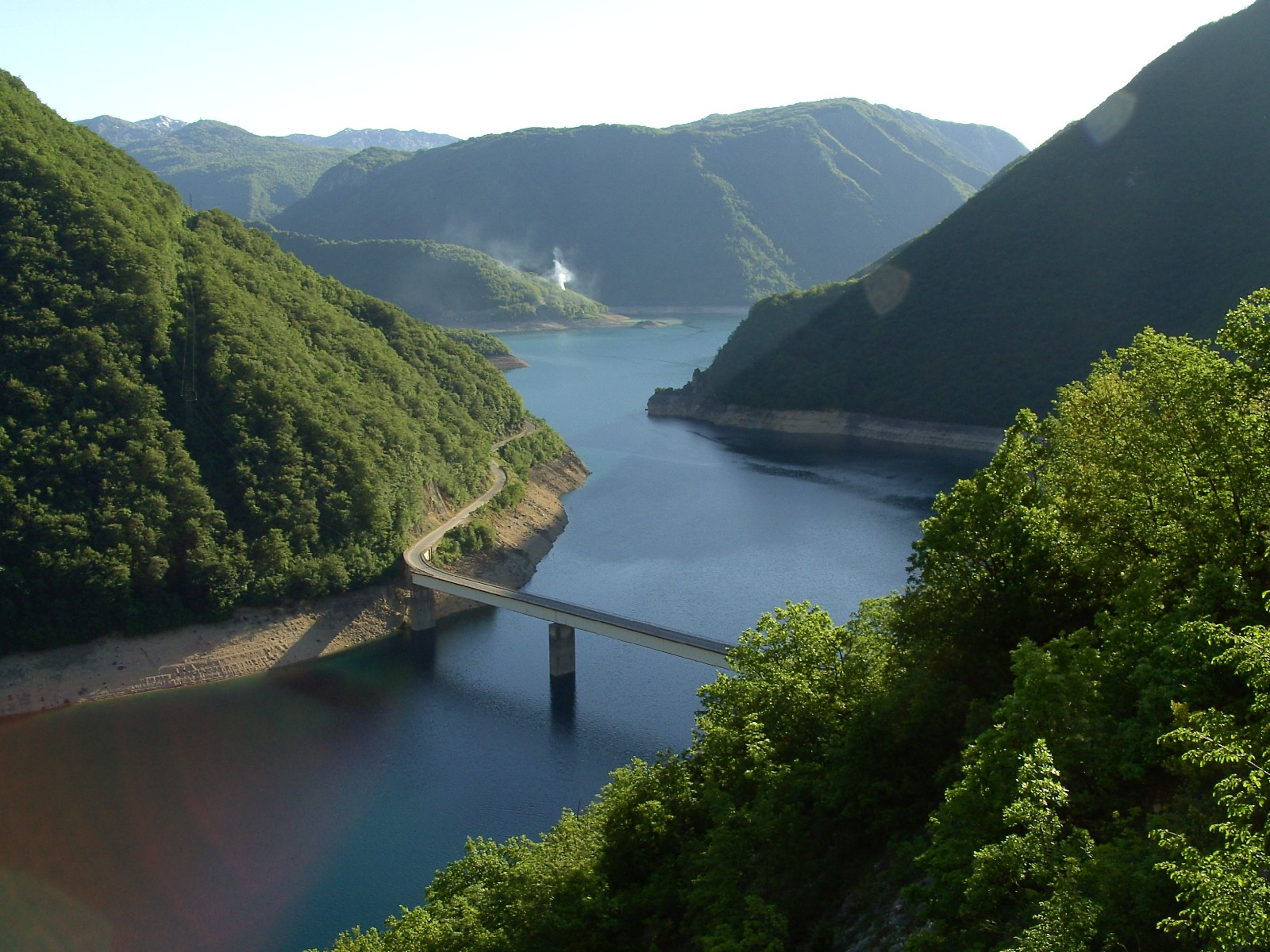
Fluss Piva
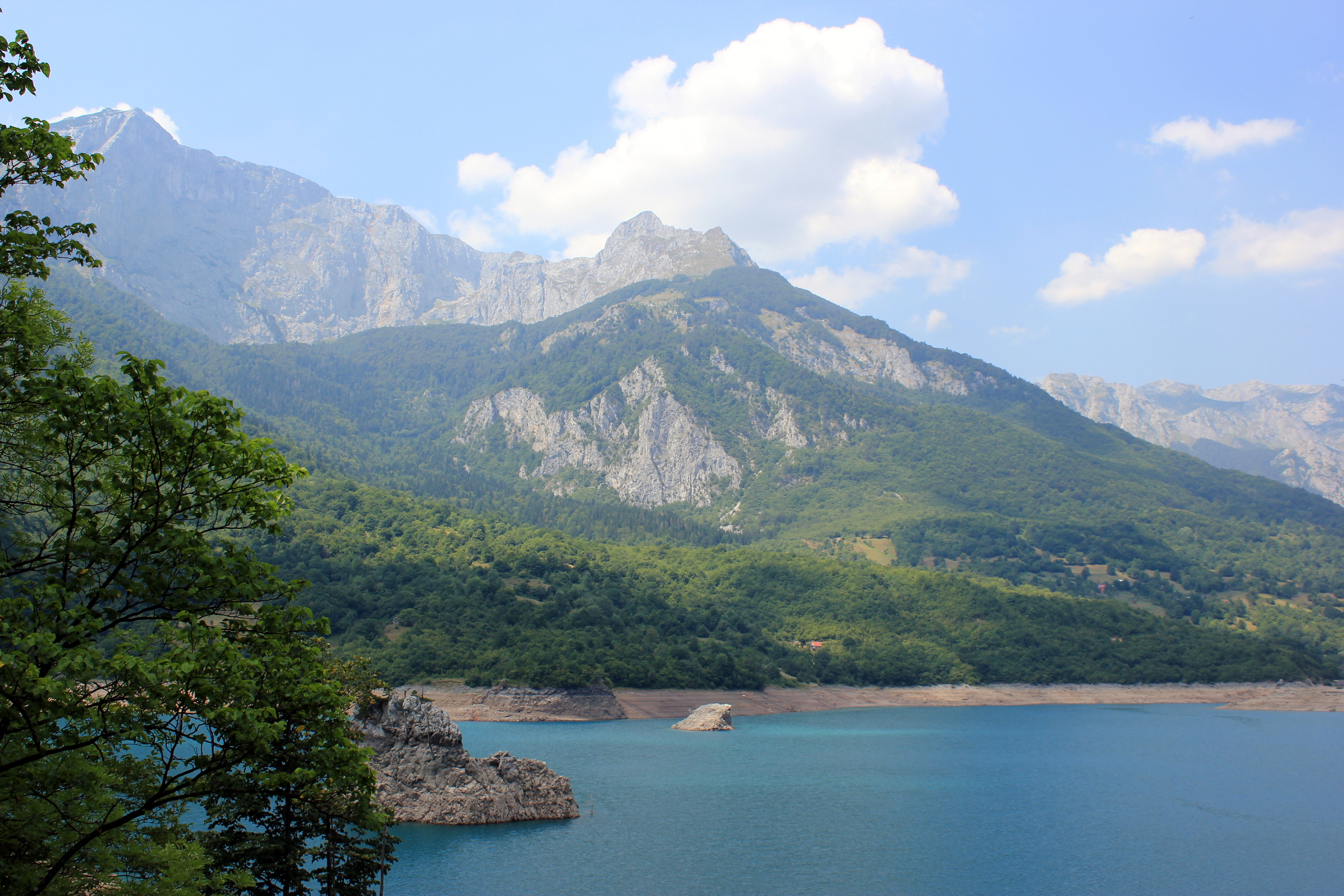
Landschaft
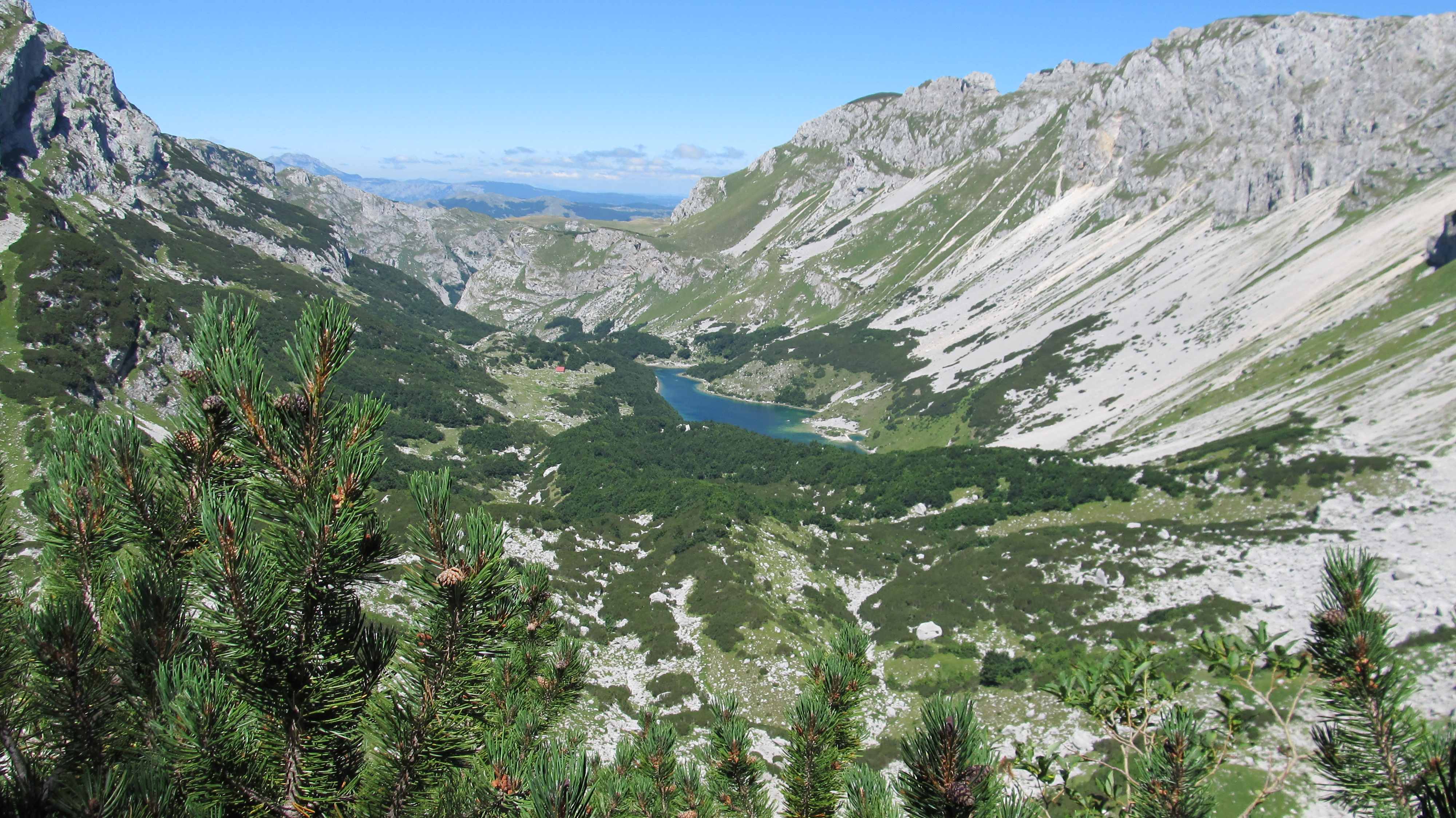
Berge